# Toshio Suzuki (produttore cinematografico)
(Hayao Miyazaki su Toshio Suzuki)
Toshio Suzuki (鈴木 敏夫?, Suzuki Toshio; Nagoya, 19 agosto 1948) è un produttore cinematografico giapponese noto principalmente per il suo lavoro all'interno dello Studio Ghibli, di cui finanzia i lavori sin dalla sua fondazione (1985). Importanti sono anche le sue collaborazioni con altri famosi studi d'animazione giapponese come Production I.G e Madhouse.

## Filmografia

### Produttore
- Pioggia di ricordi (1991)
- Porco Rosso (1992)
- Si sente il mare (1993)
- Pom Poko (1994)
- I sospiri del mio cuore (1995)
- Princess Mononoke (1997)
- I miei vicini Yamada (1999)
- La città incantata (2001)
- Metropolis (2001)
- La ricompensa del gatto (2002)
- Mei to Konekobasu (2002)
- Koro no dai-sanpo (2002)
- Kūsō no kikaitachi no naka no hakai no hatsumei (2002)
- Il castello errante di Howl (2004)
- Ghost in the Shell - L'attacco dei cyborg (2004)
- I racconti di Terramare (2006)
- Hoshi o katta hi (2006)
- Ponyo sulla scogliera (2008)
- Arrietty - Il mondo segreto sotto il pavimento (2010)
- Si alza il vento (2013)
- Quando c'era Marnie (2013)
- Earwig e la strega (2020)
- Il ragazzo e l'airone (2023)

### Produttore esecutivo
- Kiki - Consegne a domicilio (1989)
- Shiki-Jitsu (2000) (co-produttore con Yasuyoshi Tokuma)